# 亞歷山大·斯塔德尼克
亞歷山大·瓦西里約維奇·斯塔德尼克（羅馬化：Oleksandr Vasylyovych Stadnik；1977年7月7日—），是烏克蘭公務員及政治人物，曾經擔任尼古拉耶夫州州長。